# Ryanodin
Das Diterpenderivat Ryanodin ist eine weißliche lichtempfindliche chemische Verbindung, die in Methanol und Ethanol löslich ist. Es wird aus der südamerikanischen Pflanze Ryania speciosa gewonnen und wird seit rund 200 Jahren als Insektizid eingesetzt.
Ryanodin ist bereits in geringen Mengen auch für den Menschen giftig. Es bindet an den nach ihm benannten Ryanodin-Rezeptoren, die vor allem in der quergestreiften Skelettmuskulatur und der Herzmuskulatur vorkommen und bewirkt einen Calciumausstrom aus dem sarkoplasmatischen Retikulum. Bei einer Intoxikation kommt es zu andauernden Muskelkontraktionen.